# Partecipanti al Giro d'Italia 2015
Elenco dei partecipanti al Giro d'Italia 2015.
Il Giro d'Italia 2015 fu la novantottesima edizione della corsa. Alla competizione presero parte 22 squadre, 17 iscritte all'UCI ProTour più cinque squadre invitate, ciascuna delle quali composta da nove corridori, per un totale di 198 ciclisti. La corsa partì il 9 maggio da San Lorenzo al Mare e terminò il 31 maggio a Milano; in quest'ultima località portarono a termine la competizione 163 corridori.

## Corridori per squadra
| AG2R La Mondiale            | AG2R La Mondiale            | AG2R La Mondiale            | IAM Cycling                  | IAM Cycling                  | IAM Cycling                  | Team Giant-Alpecin       | Team Giant-Alpecin       | Team Giant-Alpecin       |
| --------------------------- | --------------------------- | --------------------------- | ---------------------------- | ---------------------------- | ---------------------------- | ------------------------ | ------------------------ | ------------------------ |
| 1                           | Domenico Pozzovivo          | R 3ª                        | 81                           | Sylvain Chavanel             | 36°                          | 161                      | Luka Mezgec              | 138°                     |
| 2                           | Julien Bérard               | 105°                        | 82                           | Clément Chevrier             | 69°                          | 162                      | Nikias Arndt             | 148°                     |
| 3                           | Carlos Alberto Betancur     | 20°                         | 83                           | Stef Clement                 | R 15ª                        | 163                      | Bert De Backer           | 158°                     |
| 4                           | Axel Domont                 | 75°                         | 84                           | Heinrich Haussler            | 107°                         | 164                      | Caleb Fairly             | 134°                     |
| 5                           | Hubert Dupont               | 42°                         | 85                           | Roger Kluge                  | 162°                         | 165                      | Simon Geschke            | 89°                      |
| 6                           | Patrick Gretsch             | 94°                         | 86                           | Matteo Pelucchi              | R 10ª                        | 166                      | Chad Haga                | 99°                      |
| 7                           | Hugo Houle                  | 113°                        | 87                           | Jérôme Pineau                | R 18ª                        | 167                      | Ji Cheng                 | 156°                     |
| 8                           | Matteo Montaguti            | 54°                         | 88                           | Sébastien Reichenbach        | R 16ª                        | 168                      | Tobias Ludvigsson        | 83°                      |
| 9                           | Rinaldo Nocentini           | 73°                         | 89                           | Aleksejs Saramotins          | 161°                         | 169                      | Tom Stamsnijder          | 153°                     |
| Manager: Laurent Biondi     | Manager: Laurent Biondi     | Manager: Laurent Biondi     | Manager: Kjell Carlström     | Manager: Kjell Carlström     | Manager: Kjell Carlström     | Manager: Addy Engels     | Manager: Addy Engels     | Manager: Addy Engels     |
| Androni Giocattoli-Sidermec | Androni Giocattoli-Sidermec | Androni Giocattoli-Sidermec | Lampre-Merida                | Lampre-Merida                | Lampre-Merida                | Katusha Team             | Katusha Team             | Katusha Team             |
| 11                          | Franco Pellizotti           | 24°                         | 91                           | Diego Ulissi                 | 64°                          | 171                      | Luca Paolini             | 111°                     |
| 12                          | Davide Appollonio           | 123°                        | 92                           | Roberto Ferrari              | 133°                         | 172                      | Maksim Bel'kov           | 102°                     |
| 13                          | Marco Bandiera              | 155°                        | 93                           | Tsgabu Grmay                 | 91°                          | 173                      | Sergej Černeckij         | 114°                     |
| 14                          | Tiziano Dall'Antonia        | FTM 5ª                      | 94                           | Sacha Modolo                 | 126°                         | 174                      | Pavel Kočetkov           | 37°                      |
| 15                          | Marco Frapporti             | 98°                         | 95                           | Manuele Mori                 | 80°                          | 175                      | Sergej Lagutin           | 72°                      |
| 16                          | Oscar Gatto                 | NP 15ª                      | 96                           | Przemysław Niemiec           | 40°                          | 176                      | Aleksandr Porsev         | 132°                     |
| 17                          | Simone Stortoni             | 50°                         | 97                           | Jan Polanc                   | 53°                          | 177                      | Jurij Trofimov           | 10°                      |
| 18                          | Serghei Țvetcov             | 139°                        | 98                           | Maximiliano Richeze          | 127°                         | 178                      | Anton Vorob'ëv           | NP 3ª                    |
| 19                          | Gianfranco Zilioli          | 71°                         | 99                           | Xu Gang                      | R 16ª                        | 179                      | Il'nur Zakarin           | 44°                      |
| Manager: Gianni Savio       | Manager: Gianni Savio       | Manager: Gianni Savio       | Manager: Orlando Maini       | Manager: Orlando Maini       | Manager: Orlando Maini       | Manager: Dmitrij Konyšev | Manager: Dmitrij Konyšev | Manager: Dmitrij Konyšev |
| Astana Pro Team             | Astana Pro Team             | Astana Pro Team             | Lotto-Soudal                 | Lotto-Soudal                 | Lotto-Soudal                 | Team Lotto NL-Jumbo      | Team Lotto NL-Jumbo      | Team Lotto NL-Jumbo      |
| 21                          | Fabio Aru                   | 2°                          | 100                          | Jurgen Van Den Broeck        | 12°                          | 181                      | Steven Kruijswijk        | 7°                       |
| 22                          | Dario Cataldo               | 25°                         | 101                          | Sander Armée                 | 65°                          | 182                      | George Bennett           | NP 1ª                    |
| 23                          | Tanel Kangert               | 13°                         | 102                          | Lars Bak                     | 90°                          | 183                      | Rick Flens               | 144°                     |
| 24                          | Mikel Landa                 | 3°                          | 103                          | Stig Broeckx                 | R 18ª                        | 184                      | Moreno Hofland           | 136°                     |
| 25                          | Davide Malacarne            | 85°                         | 104                          | André Greipel                | NP 14ª                       | 185                      | Martijn Keizer           | 56°                      |
| 26                          | Diego Rosa                  | 23°                         | 105                          | Adam Hansen                  | 77°                          | 186                      | Bert-Jan Lindeman        | 95°                      |
| 27                          | Luis León Sánchez           | 35°                         | 106                          | Greg Henderson               | NP 14ª                       | 187                      | Maarten Tjallingii       | 119°                     |
| 28                          | Paolo Tiralongo             | 19°                         | 107                          | Maxime Monfort               | 11°                          | 188                      | Nick van der Lijke       | 86°                      |
| 29                          | Andrej Zejc                 | 59°                         | 109                          | Louis Vervaeke               | R 16ª                        | 189                      | Robert Wagner            | R 4ª                     |
| Manager: Aleksandr Šefer    | Manager: Aleksandr Šefer    | Manager: Aleksandr Šefer    | Manager: Bart Leysen         | Manager: Bart Leysen         | Manager: Bart Leysen         | Manager: Jan Boven       | Manager: Jan Boven       | Manager: Jan Boven       |
| Bardiani-CSF                | Bardiani-CSF                | Bardiani-CSF                | Movistar Team                | Movistar Team                | Movistar Team                | Team Sky                 | Team Sky                 | Team Sky                 |
| 31                          | Francesco Bongiorno         | 60°                         | 111                          | Beñat Intxausti              | 29°                          | 191                      | Richie Porte             | NP 16ª                   |
| 32                          | Enrico Barbin               | R 17ª                       | 112                          | Andrey Amador                | 4°                           | 192                      | Bernhard Eisel           | 143°                     |
| 33                          | Enrico Battaglin            | R 19ª                       | 113                          | Igor Antón                   | 38°                          | 193                      | Sebastián Henao          | 41°                      |
| 34                          | Nicola Boem                 | 159°                        | 114                          | Rubén Fernández Andújar      | 62°                          | 194                      | Vasil' Kiryenka          | 84°                      |
| 35                          | Luca Chirico                | 88°                         | 115                          | Jesús Herrada                | 74°                          | 195                      | Leopold König            | 6°                       |
| 36                          | Sonny Colbrelli             | 100°                        | 116                          | Jon Izagirre                 | 27°                          | 196                      | Mikel Nieve              | 17°                      |
| 37                          | Stefano Pirazzi             | 22°                         | 117                          | Juan José Lobato             | R 18ª                        | 197                      | Salvatore Puccio         | 68°                      |
| 38                          | Nicola Ruffoni              | R 15ª                       | 118                          | Dayer Quintana               | 93°                          | 198                      | Kanstancin Siŭcoŭ        | 26°                      |
| 39                          | Edoardo Zardini             | 82°                         | 119                          | Giovanni Visconti            | 18°                          | 199                      | Elia Viviani             | 125°                     |
| Manager: Roberto Reverberi  | Manager: Roberto Reverberi  | Manager: Roberto Reverberi  | Manager: José Vicente García | Manager: José Vicente García | Manager: José Vicente García | Manager: Dario Cioni     | Manager: Dario Cioni     | Manager: Dario Cioni     |
| BMC Racing Team             | BMC Racing Team             | BMC Racing Team             | Nippo-Vini Fantini           | Nippo-Vini Fantini           | Nippo-Vini Fantini           | Tinkoff-Saxo             | Tinkoff-Saxo             | Tinkoff-Saxo             |
| 41                          | Philippe Gilbert            | 39°                         | 121                          | Damiano Cunego               | R 18ª                        | 201                      | Alberto Contador         | 1°                       |
| 42                          | Darwin Atapuma              | 16°                         | 122                          | Giacomo Berlato              | 101°                         | 202                      | Ivan Basso               | 51°                      |
| 43                          | Brent Bookwalter            | 66°                         | 123                          | Alessandro Bisolti           | 49°                          | 203                      | Manuele Boaro            | 96°                      |
| 44                          | Marcus Burghardt            | 70°                         | 124                          | Daniele Colli                | NP 7ª                        | 204                      | Christopher Juul Jensen  | 135°                     |
| 45                          | Damiano Caruso              | 8°                          | 125                          | Pierpaolo De Negri           | 108°                         | 205                      | Roman Kreuziger          | 28°                      |
| 46                          | Silvan Dillier              | 52°                         | 126                          | Eduard Michael Grosu         | 150°                         | 206                      | Sérgio Paulinho          | 97°                      |
| 47                          | Stefan Küng                 | R 12ª                       | 127                          | Manabu Ishibashi             | R 9ª                         | 207                      | Michael Rogers           | 33°                      |
| 48                          | Amaël Moinard               | 15°                         | 128                          | Alessandro Malaguti          | 154°                         | 208                      | Ivan Rovnyj              | 115°                     |
| 49                          | Rick Zabel                  | 142°                        | 129                          | Riccardo Stacchiotti         | 152°                         | 209                      | Matteo Tosatto           | 112°                     |
| Manager: Fabio Baldato      | Manager: Fabio Baldato      | Manager: Fabio Baldato      | Manager: Stefano Giuliani    | Manager: Stefano Giuliani    | Manager: Stefano Giuliani    | Manager: Steven de Jongh | Manager: Steven de Jongh | Manager: Steven de Jongh |
| CCC Sprandi Polkowice       | CCC Sprandi Polkowice       | CCC Sprandi Polkowice       | Orica-GreenEDGE              | Orica-GreenEDGE              | Orica-GreenEDGE              | Trek Factory Racing      | Trek Factory Racing      | Trek Factory Racing      |
| 51                          | Maciej Paterski             | 79°                         | 131                          | Michael Matthews             | NP 14ª                       | 211                      | Giacomo Nizzolo          | 137°                     |
| 52                          | Grega Bole                  | 61°                         | 132                          | Sam Bewley                   | 122°                         | 212                      | Eugenio Alafaci          | 141°                     |
| 53                          | Jarosław Marycz             | R 12ª                       | 133                          | Esteban Chaves               | 55°                          | 213                      | Fumiyuki Beppu           | 117°                     |
| 54                          | Bartłomiej Matysiak         | 140°                        | 134                          | Simon Clarke                 | 63°                          | 214                      | Marco Coledan            | 163°                     |
| 55                          | Nikolaj Mihajlov            | 129°                        | 135                          | Luke Durbridge               | 109°                         | 215                      | Fabio Felline            | 32°                      |
| 56                          | Łukasz Owsian               | 118°                        | 136                          | Simon Gerrans                | NP 13ª                       | 216                      | Fábio Silvestre          | 149°                     |
| 57                          | Marek Rutkiewicz            | 81°                         | 137                          | Michael Hepburn              | 160°                         | 217                      | Boy van Poppel           | 146°                     |
| 58                          | Branislaŭ Samojlaŭ          | 48°                         | 138                          | Brett Lancaster              | 128°                         | 218                      | Kristof Vandewalle       | NP 15ª                   |
| 59                          | Sylwester Szmyd             | 45°                         | 139                          | Pieter Weening               | 92°                          | 219                      | Calvin Watson            | 151°                     |
| Manager: Piotr Wadecki      | Manager: Piotr Wadecki      | Manager: Piotr Wadecki      | Manager: Matthew White       | Manager: Matthew White       | Manager: Matthew White       | Manager: Adriano Baffi   | Manager: Adriano Baffi   | Manager: Adriano Baffi   |
| Etixx-Quick Step            | Etixx-Quick Step            | Etixx-Quick Step            | Southeast Pro Cycling Team   | Southeast Pro Cycling Team   | Southeast Pro Cycling Team   |                          |                          |                          |
| 61                          | Rigoberto Urán              | 14°                         | 141                          | Manuel Belletti              | R 12ª                        |                          |                          |                          |
| 62                          | Tom Boonen                  | NP 14ª                      | 142                          | Matteo Busato                | 106°                         |                          |                          |                          |
| 63                          | Maxime Bouet                | 47°                         | 143                          | Ramón Carretero              | R 2ª                         |                          |                          |                          |
| 64                          | David de la Cruz            | 34°                         | 144                          | Elia Favilli                 | 104°                         |                          |                          |                          |
| 65                          | Iljo Keisse                 | 145°                        | 145                          | Mauro Finetto                | 57°                          |                          |                          |                          |
| 66                          | Gianni Meersman             | R 4ª                        | 146                          | Francesco Gavazzi            | 58°                          |                          |                          |                          |
| 67                          | Fabio Sabatini              | 110°                        | 147                          | Jonathan Monsalve            | 30°                          |                          |                          |                          |
| 68                          | Pieter Serry                | R 2ª                        | 148                          | Alessandro Petacchi          | R 20ª                        |                          |                          |                          |
| 69                          | Petr Vakoč                  | 116°                        | 149                          | Eugert Zhupa                 | 157°                         |                          |                          |                          |
| Manager: Davide Bramati     | Manager: Davide Bramati     | Manager: Davide Bramati     | Manager: Serge Parsani       | Manager: Serge Parsani       | Manager: Serge Parsani       |                          |                          |                          |
| FDJ                         | FDJ                         | FDJ                         | Team Cannondale-Garmin       | Team Cannondale-Garmin       | Team Cannondale-Garmin       |                          |                          |                          |
| 71                          | Alexandre Geniez            | 9°                          | 151                          | Ryder Hesjedal               | 5°                           |                          |                          |                          |
| 72                          | Arnaud Courteille           | 124°                        | 152                          | Janier Acevedo               | 120°                         |                          |                          |                          |
| 73                          | Kenny Elissonde             | 46°                         | 153                          | Nathan Brown                 | 67°                          |                          |                          |                          |
| 74                          | Murilo Fischer              | 130°                        | 154                          | André Cardoso                | 21°                          |                          |                          |                          |
| 75                          | Francis Mourey              | 43°                         | 155                          | Tom Danielson                | R 15ª                        |                          |                          |                          |
| 76                          | Cédric Pineau               | 121°                        | 156                          | Davide Formolo               | 31°                          |                          |                          |                          |
| 77                          | Kévin Réza                  | 103°                        | 157                          | Alan Marangoni               | 131°                         |                          |                          |                          |
| 78                          | Anthony Roux                | 87°                         | 158                          | Tom-Jelte Slagter            | 76°                          |                          |                          |                          |
| 79                          | Jussi Veikkanen             | 147°                        | 159                          | Davide Villella              | 78°                          |                          |                          |                          |
| Manager: Frédéric Guesdon   | Manager: Frédéric Guesdon   | Manager: Frédéric Guesdon   | Manager: Charles Wegelius    | Manager: Charles Wegelius    | Manager: Charles Wegelius    |                          |                          |                          |

### Legenda
| Legenda      | Legenda | Legenda        | Legenda                                                  |
| ------------ | --- | -------------- | -------------------------------------------------------- |
| Dorsale      | Dorsale di partenza del ciclista | Posizione      | Posizione finale nella classifica generale               |
| Maglia rosa  | Indica il vincitore della classifica generale                                                                                        | Maglia azzurra | Indica il vincitore della classifica dei GPM             |
| Maglia rossa | Indica il vincitore della classifica a punti                                                                                         | Maglia bianca  | Indica il vincitore della classifica dei giovani         |
| NP           | Indica un ciclista che non è ripartito in una tappa la mattina                                                                       | R              | Indica un ciclista che si è ritirato in una tappa        |
| FTM          | Indica un ciclista che ha concluso una tappa fuori tempo, ossia ha impiegato più tempo rispetto a quanto stabilito dal tempo massimo | EX             | Corridore escluso per non aver rispettato il regolamento |

## Corridori per nazione
| Deelnemers | Land |
| ---------- | --- |
| 59         | Italia |
| 15         | Francia |
| 12         | Belgio, Paesi Bassi |
| 11         | Australia, Spagna |
| 9          | Russia |
| 8          | Germania |
| 7          | Colombia, Polonia |
| 5          | Stati Uniti |
| 3          | Bielorussia, Svizzera, Rep. Ceca, Nuova Zelanda, Portogallo, Slovenia                                                           |
| 2          | Canada, Cina, Danimarca, Giappone, Romania                                                                                      |
| 1          | Albania, Argentina, Bulgaria, Brasile, Costa Rica, Estonia, Etiopia, Finlandia, Kazakistan, Lettonia, Panama, Svezia, Venezuela |